# Тришал
Тришал (бенг. ত্রিশাল, англ. Trishal) — город на севере Бангладеш, административный центр одноимённого подокруга. Площадь города равна 25,39  км². По данным переписи 2001 года, в городе проживало 24 306 человек, из которых мужчины составляли 52,41 %, женщины — соответственно 47,59 %. Плотность населения равнялась 957 чел. на 1 км². Уровень грамотности населения составлял 33,5 % (при среднем по Бангладеш показателе 43,1 %). 